# Eva Longoria
Eva Jacqueline Longoria (n. 15 martie 1975) este o actriță americană. Ea a jucat rolul Gabriellei Solis din serialul de televiziune ABC Desperate Housewives.
Ea a devenit un model recunoscut la nivel național în 2000, după ce apărut în mai multe campanii de publicitate și numeroase reviste pentru bărbați, ajungând pe locul 14 în sondajul de opinie "Cele mai sexy femei din 2008" a revistei FHM, și care au apărut pe coperta diferitor reviste internaționale de femei, inclusiv Vogue, Marie Claire și Harper's Bazaar.

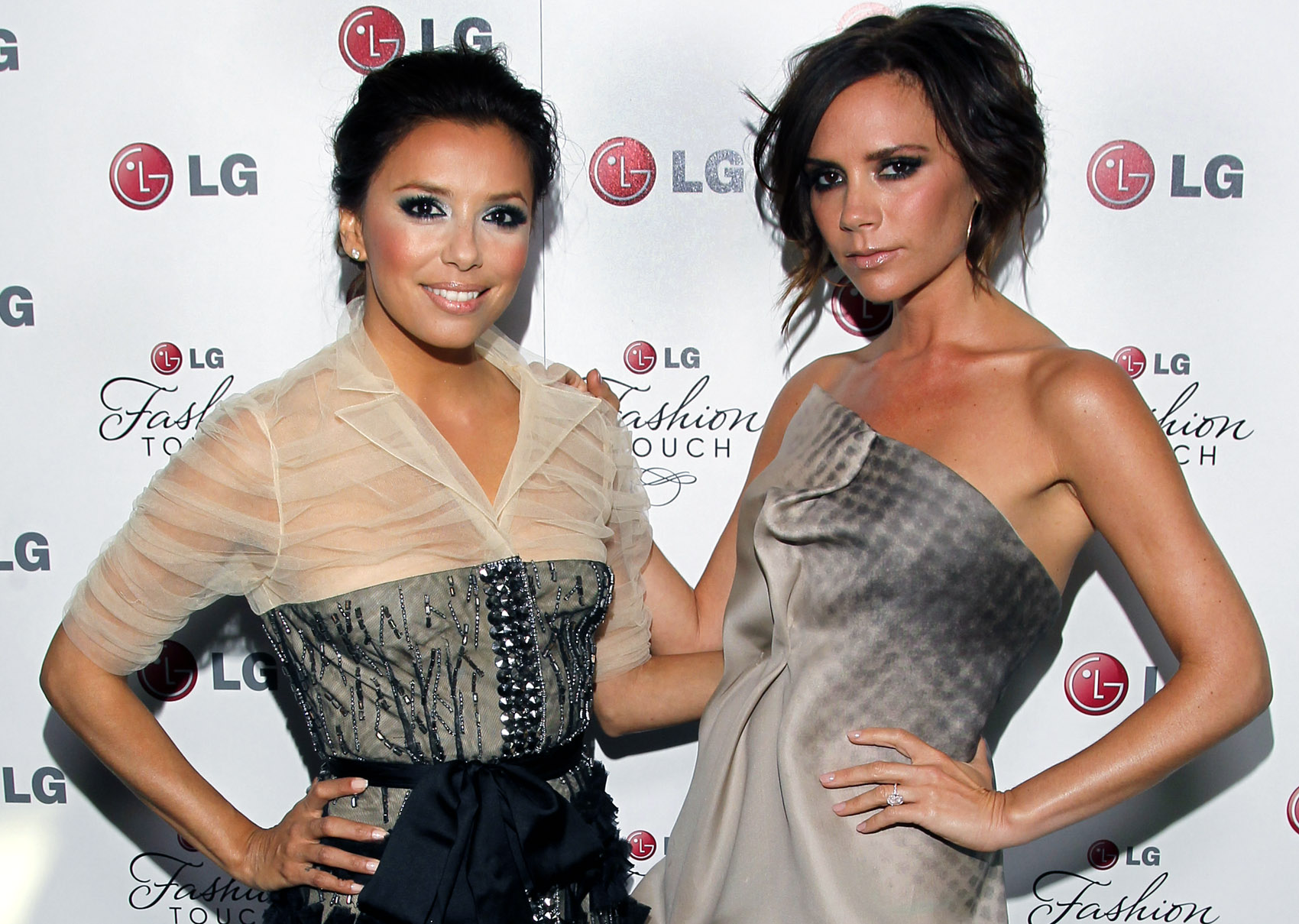
Eva Longoria și Victoria Beckham în 2010

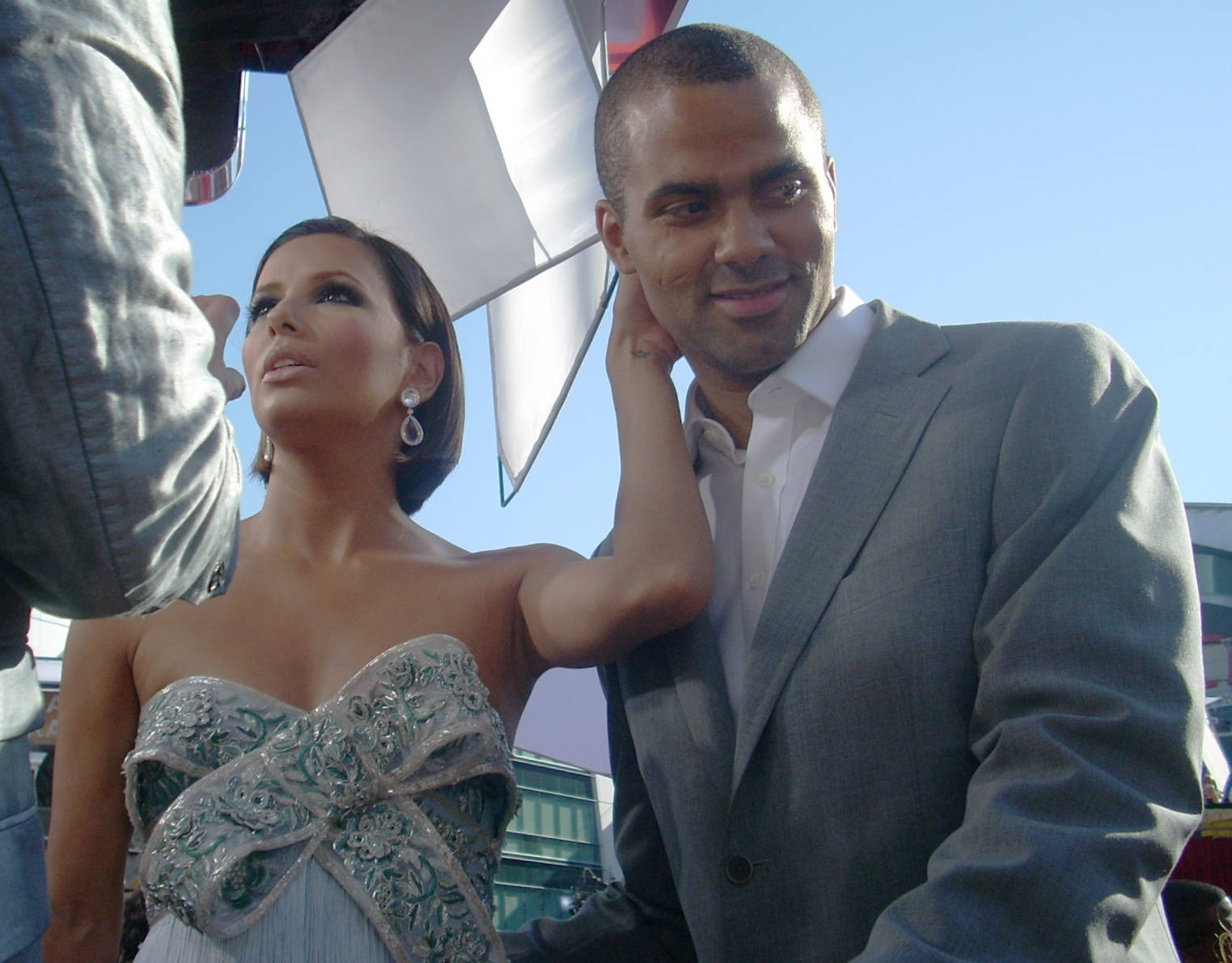
Eva Longoria și soțul său de atunci, Tony Parker, la Emmy Awards 2008

## Biografia

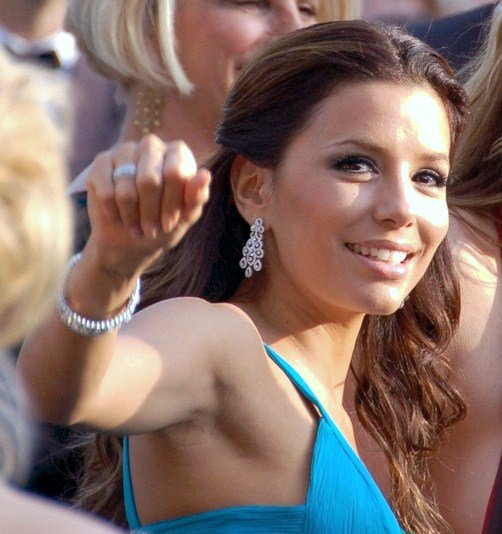
Longoria la în 2009

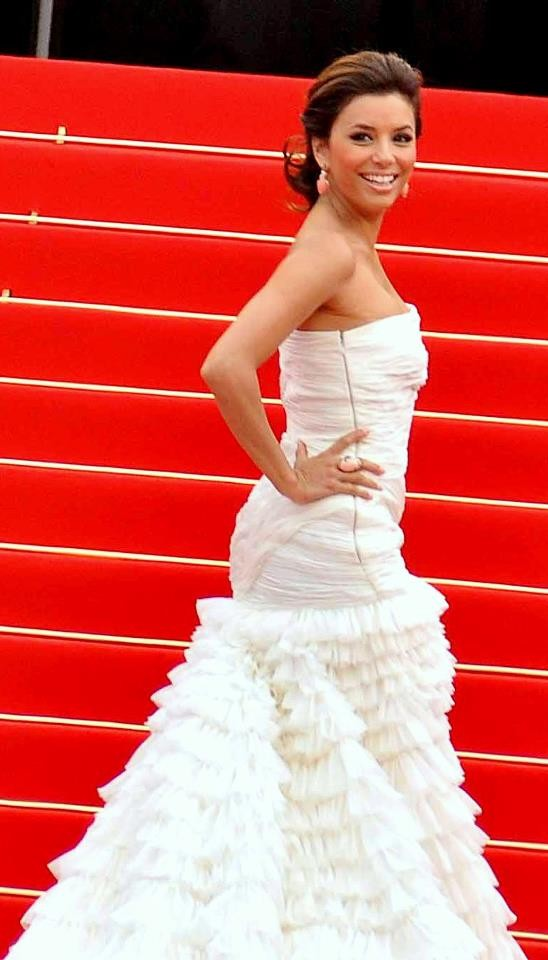
Longoria în 2010

Eva Jacqueline Longoria s-a născut în Corpus Christi, Nueces County, Texas, fiică a părinților de origine mexicană-americană, Enrique Longoria Jr. și Ella Eva Mireles. Longoria este cea mai mică dintre cele patru fiice, surorile ei fiind Elisabeta Judina, Emily Jeannette și Esmeralda Josephina.

## Viața personală
Longoria a fost căsătorită cu actorul Tyler Christopher între anii 2002–2004.
În iulie 2007, ea s-a căsătorit cu Tony Parker, în Paris, Franța.

## Filmografie

### Filme
| An   | Titlu               | Rol                        | Note            |
| ---- | ------------------- | -------------------------- | --------------- |
| 2003 | Snitch'd            | Gabby                      |                 |
| 2004 | Señorita Justice    | Detective Roselyn Martinez |                 |
| 2004 | Carlita's Secret    | Carlita / Lexus            |                 |
| 2005 | Hustler's Instinct  | Vanessa Santos             | Scurtmetraj     |
| 2005 | Harsh Times         | Sylvia                     |                 |
| 2006 | The Sentinel        | Jill Marin                 |                 |
| 2007 | The Heartbreak Kid  | Consuela Cantrow           |                 |
| 2008 | Over Her Dead Body  | Kate Spencer               |                 |
| 2008 | Lower Learning      | Rebecca Seabrook           |                 |
| 2010 | Without Men         | Rosalba                    |                 |
| 2011 | Arthur Christmas    | Chief De Silva             | Voce            |
| 2012 | For Greater Glory   | Tulita Gorostieta          |                 |
| 2012 | Foodfight!          | Lady X                     | Voce            |
| 2012 | The Baytown Outlaws | Celeste Martin             |                 |
| 2012 | Crazy Kind of Love  | Marion                     |                 |
| 2013 | A Dark Truth        | Mia Francis                | Direct-to-video |
| 2013 | In a World...       | Ea însăși                  |                 |
| 2014 | Frontera            | Paulina                    |                 |
| 2016 | Low Riders          |                            | Filmare         |

### Televiziune
| An        | Titlu                        | Rol                      | Note                                            |
| --------- | ---------------------------- | ------------------------ | ----------------------------------------------- |
| 2000      | Beverly Hills, 90210         | Flight Attendant No. 3   | Episodul "I Will Be Your Father Figure"         |
| 2000      | General Hospital             | Brenda Barrett Lookalike | 1 episod                                        |
| 2001–2003 | The Young and the Restless   | Isabella Braña           |                                                 |
| 2003–2004 | Dragnet                      | Detective Gloria Duran   | 10 episoade                                     |
| 2004      | The Dead Will Tell           | Jeanie                   | Film TV                                         |
| 2004–2012 | Desperate Housewives         | Gabrielle Solis          | Lead Role (180 episoade)                        |
| 2005      | Saturday Night Live          | Ea însăși / host         | Episodul 31.6: "Eva Longoria / Korn"            |
| 2006      | George Lopez                 | Brooke                   | Episodul "George Vows to Make Some Matri-Money" |
| 2008      | Children's Hospital          | The New Chief            | Episodul 1.10                                   |
| 2010      | The Next Food Network Star   | Ea însăși                | sezonul 6, week 8                               |
| 2010      | MTV Europe Music Awards 2010 | Ea însăși / host         |                                                 |
| 2013      | Masterchef                   | Ea însăși                | sezonul 4, episodul 13                          |
| 2013      | Welcome to the Family        | Ana Nunez                |                                                 |
| 2013      | The Simpsons                 | Isabel (voce)            | Episodul "The Kid Is All Right"                 |
| 2013–2014 | Mother Up!                   | Rudi Wilson (voce)       | + producător executiv                           |
| 2014      | Brooklyn Nine Nine           | Sophia Perez             | 4 episoade (sezonul 2)                          |
| 2016      | Telenovela                   | Ana Sofia Calderón       | rolul principal                                 |

### Producător
| An           | Titlu               | Rol                          |
| ------------ | ------------------- | ---------------------------- |
| 2010         | The Harvest         | producător executiv          |
| 2013–present | Devious Maids       | producător executiv, regizor |
| 2014         | John Wick           | Producător                   |
| 2014         | Food Chains         | producător executiv          |
| 2015         | "Go, Sebastien, Go! | producător și regizor        |

## Premii și nominalizări
| An   | Asociație                  | Categorie                                                                 | Lucrare                                 | Rezultat     |
| ---- | -------------------------- | ------------------------------------------------------------------------- | --------------------------------------- | ------------ |
| 2002 | ALMA Awards                | Outstanding Actress in a Daytime Drama                                    | The Young and the Restless              | Câștigat     |
| 2006 | ALMA Awards                | Person of the Year                                                        | –                                       | Câștigat     |
| 2007 | Bambi Awards               | TV Series International                                                   | Desperate Housewives                    | Câștigat     |
| 2006 | Golden Globe Awards        | Best Performance by an Actress in a Television Series – Musical or Comedy | Desperate Housewives                    | Nominalizare |
| 2007 | People's Choice Awards     | Favorite Female TV Star                                                   | Desperate Housewives                    | Câștigat     |
| 2005 | Screen Actors Guild Awards | Outstanding Performance by an Ensemble in a Comedy Series                 | Desperate Housewives (Shared with cast) | Câștigat     |
| 2006 | Screen Actors Guild Awards | Outstanding Performance by an Ensemble in a Comedy Series                 | Desperate Housewives (Shared with cast) | Câștigat     |
| 2007 | Screen Actors Guild Awards | Outstanding Performance by an Ensemble in a Comedy Series                 | Desperate Housewives (Shared with cast) | Nominalizare |
| 2008 | Screen Actors Guild Awards | Outstanding Performance by an Ensemble in a Comedy Series                 | Desperate Housewives (Shared with cast) | Nominalizare |
| 2009 | Screen Actors Guild Awards | Outstanding Performance by an Ensemble in a Comedy Series                 | Desperate Housewives (Shared with cast) | Nominalizare |
| 2005 | Teen Choice Awards         | Choice TV Actress: Comedy                                                 | Desperate Housewives                    | Nominalizare |
| 2005 | Teen Choice Awards         | Choice TV Breakout Performance – Female                                   | Desperate Housewives                    | Câștigat     |
| 2007 | Teen Choice Awards         | TV – Choice Actress: Comedy                                               | Desperate Housewives                    | Nominalizare |
| 2010 | Teen Choice Awards         | Choice Female Red Carpet Icon                                             | –                                       | Nominalizare |